# Arado Ar 197
Arado Ar 197 là một loại máy bay hai tầng cánh hai tầng cánh của Đức Quốc xã trong Chiến tranh thế giới II. Nó được trang bị cho các tàu sân bay của Hải quân Đức.

## Quốc gia sử dụng
Đức Quốc xã
- Luftwaffe
- Kriegsmarine

## Tính năng kỹ chiến thuật (Arado Ar 197 V3)
Dữ liệu lấy từ Aircraft of the Third Reich Vol.1
Đặc tính tổng quan
- Kíp lái: 1
- Chiều dài: 9,2 m (30 ft 2 in)
- Sải cánh: 11 m (36 ft 1 in)
- Chiều cao: 3,6 m (11 ft 10 in)
- Diện tích cánh: 21,3 m2 (229 foot vuông)
- Trọng lượng rỗng: 1.840 kg (4.057 lb)
- Trọng lượng có tải: 2.475 kg (5.456 lb)
- Trọng lượng cất cánh tối đa: 2.674 kg (5.895 lb)
- Động cơ: 1 × BMW 132Dc , 656 kW (880 hp)  khi cất cánh
- Cánh quạt: 3-lá

Hiệu suất bay
- Vận tốc cực đại: 400 km/h (249 mph; 216 kn) trên độ cao 2.500 m (8.202 ft)
- Vận tốc hành trình: 354 km/h (220 mph; 191 kn) trên độ cao 1.500 m (4.921 ft)
- Tầm bay: 695 km (432 mi; 375 nmi)
- Tầm bay chuyển sân: 1.638 km (1.018 mi; 884 nmi) với thùng nhiên liệu phụ
- Trần bay: 8.600 m (28.215 ft)
- Thời gian lên độ cao: 4.000 m (13.123 ft) trong 5,3 phút

Vũ khí trang bị

- 2 × Súng máy MG 15 7,92x57 mm Mauser và 1 × 20 mm Pháo MG FF.
- 4 × Bom SC50 50 kg.